# Hymenandra stenophylla
Hymenandra stenophylla är en viveväxtart som först beskrevs av John Donnell Smith, och fick sitt nu gällande namn av J.J. Pipoly och J.M. Ricketson. Hymenandra stenophylla ingår i släktet Hymenandra och familjen viveväxter. Inga underarter finns listade i Catalogue of Life.